# Municipio de Hanson (Dakota del Sur)
El municipio de Hanson (en inglés: Hanson Township) es un municipio ubicado en el condado de Hanson en el estado estadounidense de Dakota del Sur. En el año 2010 tenía una población de 272 habitantes y una densidad poblacional de 2,91 personas por km².

## Geografía
El municipio de Hanson se encuentra ubicado en las coordenadas 43°42′36″N 97°53′52″O / 43.71000, -97.89778. Según la Oficina del Censo de los Estados Unidos, el municipio tiene una superficie total de 93.36 km², de la cual 93,19 km² corresponden a tierra firme y (0,19 %) 0,17 km² es agua.

## Demografía
Según el censo de 2010, había 272 personas residiendo en el municipio de Hanson. La densidad de población era de 2,91 hab./km². De los 272 habitantes, el municipio de Hanson estaba compuesto por el 99,63 % blancos y el 0,37 % eran de una mezcla de razas. Del total de la población el 0 % eran hispanos o latinos de cualquier raza.